# Stefan Uteß
Stefan Uteß (* 31. Oktober 1974 in Demmin) ist ein ehemaliger deutscher Kanute.
Der Kanurennsportler des SC Neubrandenburg wurde bei den Olympischen Spielen in Sydney 2000 Bronzemedaillengewinner im Zweier-Canadier (mit Lars Kober) über 1000 m und wurde dafür von Bundespräsident Johannes Rau am 2. Februar 2001 mit dem Silbernen Lorbeerblatt ausgezeichnet. Für die Olympischen Spiele 2004 konnte er sich mit seinem Partner Thomas Lück nicht qualifizieren. Stattdessen wurden Tomasz Wylenzek und Christian Gille nominiert, die in Athen den Titel über 1000 m holten.